# France au Concours Eurovision de la chanson 1997
La France a participé au Concours Eurovision de la chanson 1997 à Dublin, en Irlande. C'est la 40e participation de la France au Concours Eurovision de la chanson.
Le pays est représenté par Fanny et la chanson Sentiments Songes, sélectionnés en interne par France 2.

## Sélection
France 2 choisit l'artiste et la chanson en interne pour représenter la France au Concours Eurovision de la chanson 1997. 
Lors de cette sélection, c'est la chanteuse d'origine italienne et espagnole Fanny Biascamano, connue sous son prénom Fanny, et la chanson Sentiments Songes qui furent choisies.

## À l'Eurovision

### Points attribués par la France
| 12 points | Royaume-Uni |
| 10 points | Irlande     |
| 8 points  | Estonie     |
| 7 points  | Slovénie    |
| 6 points  | Turquie     |
| 5 points  | Hongrie     |
| 4 points  | Chypre      |
| 3 points  | Pologne     |
| 2 points  | Espagne     |
| 1 point   | Malte       |

### Points attribués à la France
| 12 points                     | 10 points           | 8 points                               | 7 points                               | 6 points            |
| ----------------------------- | ------------------- | -------------------------------------- | -------------------------------------- | ------------------- |
| - Estonie - Norvège - Pologne | - Irlande - Islande |                                        |                                        | - Portugal - Russie |
| 5 points                      | 4 points            | 3 points                               | 2 points                               | 1 point             |
| - Pays-Bas                    | - Grèce             | - Bosnie-Herzégovine - Chypre - Suisse | - Hongrie - Slovénie - Suède - Turquie | - Danemark          |

Fanny interprète Sentiments Songes en 22e position lors du concours suivant le Danemark et précédant la Croatie. Au terme du vote final, la France termine 7e sur 25 pays avec 95 points, incluant la réception des douze points de l'Estonie, la Norvège et la Pologne,.